# 22 / 7 dépasse π
Les démonstrations du célèbre résultat mathématique selon lequel le nombre rationnel 22/7 est supérieur à π remontent à l'Antiquité. Stephen Lucas qualifie cette proposition de « l'un des plus beaux résultats liés à l'approximation de π ». Julian Havil (de) met fin à une discussion sur les fractions approchant π avec ce résultat, le décrivant comme « impossible de ne pas être mentionné » dans ce contexte.
Le but n'est pas d'abord de convaincre le lecteur que 22/7 est en effet plus grand que π ; des méthodes de calcul systématiques de la valeur de π existent. Ce qui suit est une démonstration mathématique moderne que 22/7 > π, nécessitant uniquement des techniques élémentaires de calcul. Sa simplicité et son élégance résultent de ses liens avec la théorie des approximations diophantiennes.

## Motivation
Une approximation diophantienne simple et courante de la valeur de π est 22/7. En effet, on peut voir que :
{\displaystyle {\begin{aligned}{\frac {22}{7}}&=3{,}{\overline {142\,857}},\\\pi \,&=3{,}141\,592\,65\ldots \end{aligned}}}
Archimède avait démontré que 22/7 surestimait π au cours de IIIe siècle av. J.-C. mais utilisait cette approximation.
Une meilleure approximation rationnelle de π est donnée par 355/113 (approximation appelée Milü (en)).

## Démonstration
Une démonstration moderne de cette inégalité peut se faire par le calcul de l'intégrale
{\displaystyle 0<\int _{0}^{1}{\frac {x^{4}(1-x)^{4}}{1+x^{2}}}~\mathrm {d} x={\frac {22}{7}}-\pi .}
Le nombre {\displaystyle \int _{0}^{1}{\frac {x^{4}(1-x)^{4}}{1+x^{2}}}~\mathrm {d} x} est strictement positif car la fonction {\displaystyle x\mapsto {\frac {x^{4}(1-x)^{4}}{1+x^{2}}}} est continue et strictement positive sur l'intervalle ]0 ; 1[.
Il reste à démontrer que l'intégrale a effectivement pour valeur la quantité désirée :
| {\displaystyle \int _{0}^{1}{\frac {x^{4}(1-x)^{4}}{1+x^{2}}}~\mathrm {d} x} | {\displaystyle =\int _{0}^{1}{\frac {x^{4}-4x^{5}+6x^{6}-4x^{7}+x^{8}}{1+x^{2}}}~\mathrm {d} x}                        | (développement du numérateur)                           |
|                                                                              | {\displaystyle =\int _{0}^{1}\left(x^{6}-4x^{5}+5x^{4}-4x^{2}+4-{\frac {4}{1+x^{2}}}\right)\mathrm {d} x}              | (par décomposition en éléments simples de l'intégrande) |
|                                                                              | {\displaystyle =\left[{\frac {x^{7}}{7}}-{\frac {2x^{6}}{3}}+x^{5}-{\frac {4x^{3}}{3}}+4x-4\arctan x\,\right]_{0}^{1}} | (intégration définie)                                   |
|                                                                              | {\displaystyle ={\frac {1}{7}}-{\frac {2}{3}}+1-{\frac {4}{3}}+4-\pi \ ={\frac {22}{7}}-\pi .}                         | (addition)                                              |
Dalzell donne un résultat plus fin en bornant la différence avec l'étude du dénominateur. On a ainsi 
{\displaystyle \int _{0}^{1}{\frac {x^{4}(1-x)^{4}}{2}}~\mathrm {d} x<\int _{0}^{1}{\frac {x^{4}(1-x)^{4}}{1+x^{2}}}~\mathrm {d} x<\int _{0}^{1}{\frac {x^{4}(1-x)^{4}}{1}}~\mathrm {d} x}
ce qui donne après calcul
{\displaystyle {\frac {1}{1\;260}}<{\frac {22}{7}}-\pi <{\frac {1}{630}}.}